# Ландсхут
Ландсхут (њем. Landshut) град је у њемачкој савезној држави Баварској.

## Историја
Град је 1204. основао баварски војвода Лудвиг I Келхајмски. До 1231. постао је врезиденција Вителсбаха. Када се баварско војводство поделило Ландсхут је 1255. постао седиште Доње Баварске. Војвода Хајнрих XVI од Баварске био је први од три чувене богате војводе, које су владале Баварском-Ландсхутом у 15. веку. Ландсхут је био на врхунцу моћи када се 1475. војвода Геор оженио пољском принцезом Јадвигом. Након његове смрти уследио је рат за наслеђе Ландсхута, који се окончао уједињем са преосталом Баварском. Баварски војвода Лудвиг X изградио је у граду средином 16. века ренесансну палату. Значај Ландсхута је опадао, да би 1800. поново добио на важности пресељењем у њега Универзитета из Инголштата. Међутим Универзитет је 1826. пресељен у Минхен.

## Географски и демографски подаци
Општина се налази на надморској висини од 385–500 метара. Површина општине износи 65,8 km². У самом мјесту је, према процјени из 2010. године, живјело 62.606 становника. Просјечна густина становништва износи 952 становника/km². Посједује регионалну шифру (AGS) 9261000, NUTS (DE221) и LOCODE (DE LDH) код.

## Међународна сарадња
| Мјесто  | Држава               | Врста сарадње | Од    |
| ------- | -------------------- | ------------- | ----- |
| Сибињ   | Румунија             | партнерство   | 2002. |
| Скио    | Италија              | партнерство   | 1981. |
| Елгин   | Уједињено Краљевство | партнерство   | 1956. |
| Компјењ | Француска            | партнерство   | 1963. |
| Рид     | Аустрија             | партнерство   | 1974. |
| Извор   |                      |               |       |